# Як вкрасти «Поцілунок»
«Як вкрасти „Поцілунок“» — комедія 2013 року, знята Вольфгангом Мурнбергером. Головні ролі виконали Урсула Штраусс, Бенно Фюрманн, Удо Замель.

## Сюжет
У художньому музеї Відня відбувається пограбування: було викрадено знамениту картину Густава Клімта «Поцілунок». Альберт Вольф — охоронець, який виявив злочин, потрапляє у лікарню. У нього констатують інфаркт. Його донька-модельєр Ізабелла змушена була прилетіти з Парижа. У лікарні вона випадково знайомиться із збіднілим аристократом Леопольдом фон Гоензіном. 
Леопольд потрапив у скрутне становище, через борги він погодився на аферу. Його дядько Нікі домовляється з узбеком, який хотів би отримати титул, щоб племінник його всиновив за певну суму. Договір вже підписаний обома сторонами. Та з новин Леопольд дізнається про викрадення «Поцілунку». Картина колись належала його родині, а це означало, що йому мають виплатити величезну страховку. Він розриває договір з узбеком, який починає через це погрожувати і йому, і дядькові.
Батько розповідає Ізабеллі, що з музею викрали його копію картини, а оригінал висить у шафі вдома. Альберт намалював картину, коли померла його дружина. Тому він цінує її і не може легко погодитись повернути оригінал, не отримавши свою копію. Після зустрічі з директором музею паною Маутнер Леопольд розчаровується. Виявилось, що шедевр належав музею: його батько отримав вигідний кредит від держави в обмін на картину, хоч він згодом все одно збанкрутів. 
Доля дарує ще одну зустріч Леопольда з Ізабеллою. Це сталося в музеї, коли вона пішла забрати речі з шафи батька, які б могли навести слідство на тата. Виходячи з музею, незнайомець кидає в сумку жінки записку та Ізабелла губить її, навіть не прочитавши. Аркуш з написом «Я знаю, що оригінал у тебе» опиняється в руках Леопольда. Вдершись уночі до Вольфів, під дулом пістолета він зізнається, що начебто Віллі, один із охоронців музею, — його поплічник. Леопольд бере Ізабеллу, щоб викрасти підробку з будинку. Він приводить її в свій маєток. Почувши узбеків, вони закриваються у схованці. Дядько Нікі розповідає їм, що справи Леопольда не такі й погані. Викривши це, Нікі заарештовують, а між Леопольдом та Ізабеллою виникли взаємні почуття.

## У ролях
| Актор                | Персонаж             | Роль                              |
| -------------------- | -------------------- | --------------------------------- |
| Урсула Штраус        | Ізабелла Вольф       | донька Альберта Вольфа            |
| Бенно Фюрманн        | Леопольд фон Гоензін | аристократ                        |
| Удо Замель           | Альберт Вольф        | охоронець, батько Ізабелли        |
| Петра Морце          | пані Маутнер         | директор музею                    |
| Бібіан Целлер        | Глорія               | мама Леопольда                    |
| Карл Фішер           | Нікі                 | дядько Леопольда, брат Глорії     |
| Магдалена Кроншлегер | пані Юкіч            | співробітник кримінальної поліції |

## Створення фільму

### Виробництво
Зйомки телефільму проходили в Австрії (Нижня Австрія та Відень).

### Знімальна група
- Кінорежисер — Вольфганг Мурнбергер
- Сценаристи — Улі Брі, Габріель Кастанеда, Руперт Геннінг
- Кінопродюсери — Олівер Ауспіц, Андреас Камм, Курт Мрквіка
- Композитор — Роман Каріолу
- Кінооператор — Пітер фон Галлер
- Кіномонтаж — Аларіх Ленц
- Художник по костюмах — Мартіна Ліст[1].

## Сприйняття

### Критика
На сайті IMDb рейтинг стрічки становить 5.8/10. 